# Любомир Абаджиев
Любомир Борисов Абаджиев е български драматичен актьор.

## Биография
Роден е в София на 28 май 1934 г. През 1956 г. завършва актьорско майсторство във ВИТИЗ при проф. Желчо Мандаджиев.
Дебютира на сцената на Драматичен театър – Ямбол в ролята на Бернардо в „Хитроумната влюбена“ от Лопе де Вега. Играе в Драматичен театър – Димитровград, Театър на художественото слово, театър „Възраждане“. От 1960 до 1964 г. преподава във ВИТИЗ. През 1994 – 1995 г. е директор на театър „Възраждане“. Почива на 25 ноември 1995 г. в София.

## Роли
Прави самостоятелни рецитали по произведения на Иван Вазов, Христо Ботев, Пейо Яворов, Никола Вапцаров, Асен Разцветников, Христо Смирненски. Играе множество роли, по-значимите са:
- Валер – „Тартюф“ от Молиер
- Олег – „По следите на радостта“ от Виктор Розов
- Андрей – „Всяка есенна вечер“ от Иван Пейчев[1]